# Gloria (construcción)

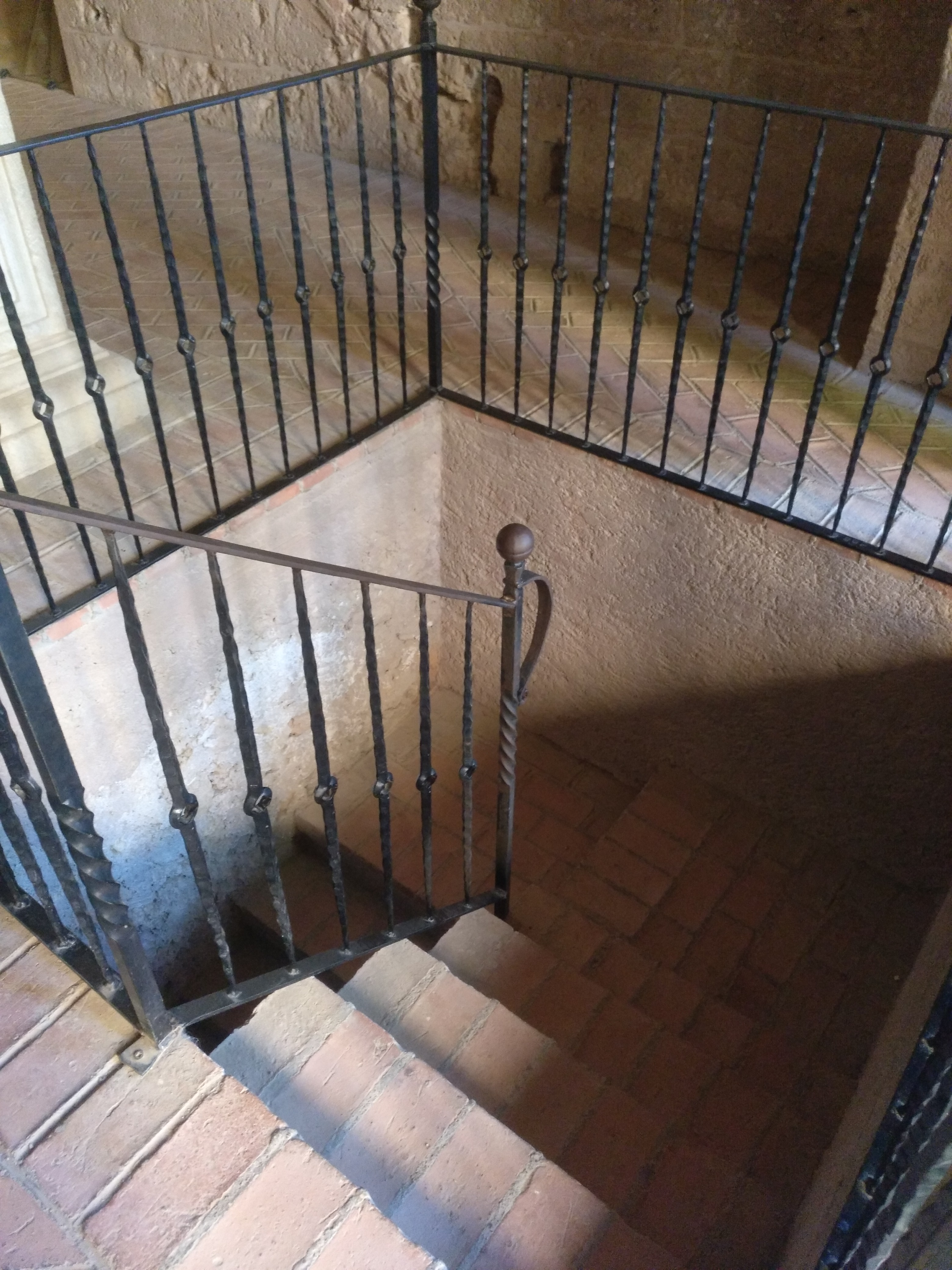
Bajada a la ‘gloria’ del Monasterio de Piedra.

Gloria es un sistema de calefacción, en el que la combustión se hace fuera del local a calentar, evitando el enfriamiento por el aire exterior y que además permite regular la potencia calorífica del fuego, tasando la entrada de aire. Utilizado sobre todo en Castilla desde la Edad Media tiene como antecedente directo el hipocausto romano. Semejante a la gloria castellana puede citarse aquí el «kang», un sistema de calefacción utilizado en China desde la dinastía Han.

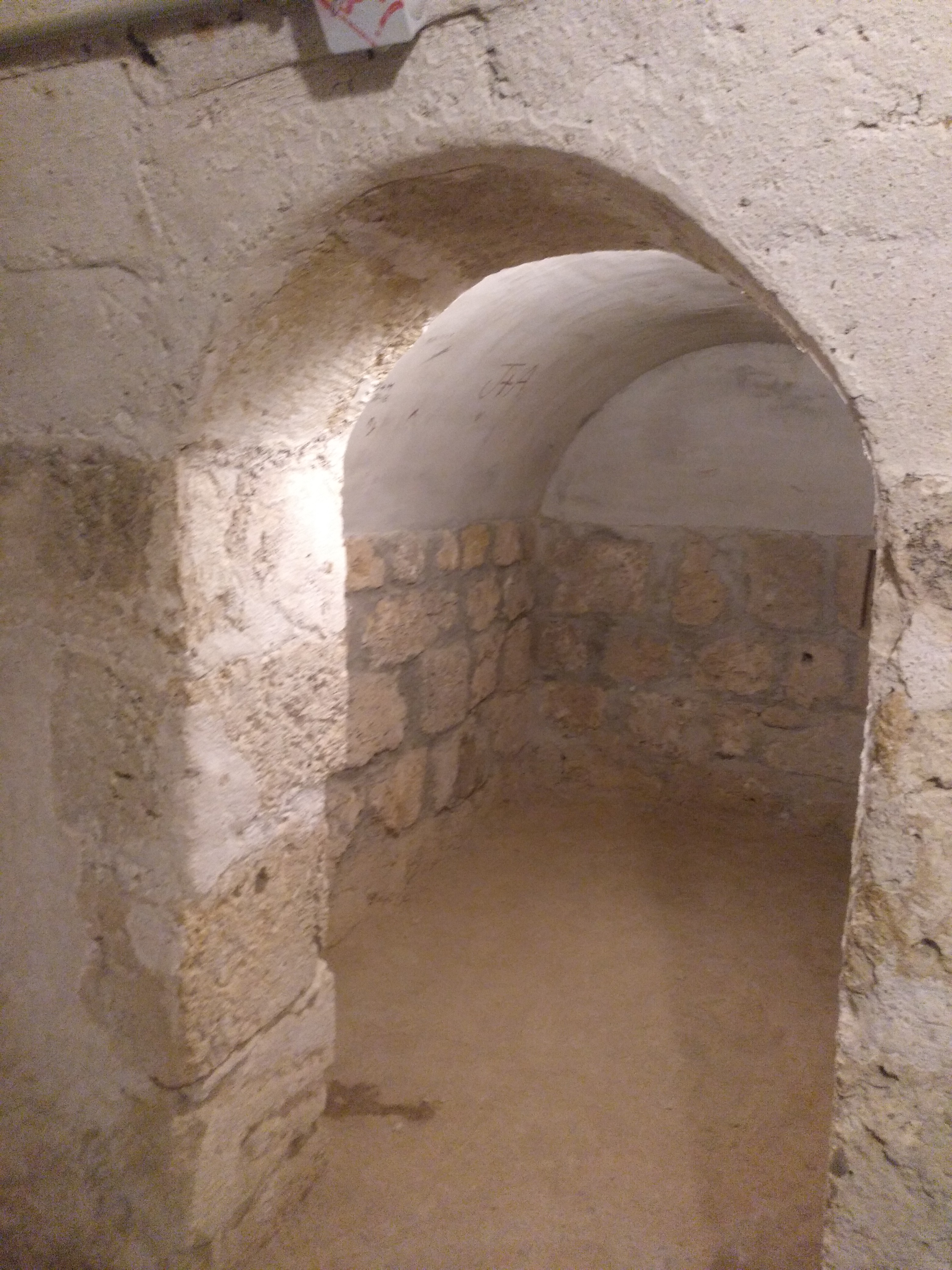
Interior de la ‘gloria’ del Monasterio de Piedra.

## Descripción
Consiste en un hogar, situado generalmente en el exterior (un patio) o en la cocina, donde se quema un combustible, las más de las veces paja pero también sarmientos de vid y leña o madera de distintos tipos, y un o unos conductos que discurrían bajo el solado de los locales a calentar, por donde se hacían pasar los humos calientes de la combustión, que luego salían al exterior por un humero o cañón de chimenea vertical.
La efectividad de este sistema es mayor que la de la chimenea-hogar porque la combustión puede regularse tasando la entrada de aire en el hogar (lo que permite regular la potencia) y además el aire necesario para la combustión no tiene que pasar por el local, enfriándolo. También permite, por su lenta combustión, el empleo de materiales combustibles menudos en sustitución de la madera.
Aunque la gloria no solamente es más cómoda que el hogar tradicional, porque evita el ahumado del local que calienta y la excesiva ventilación, necesaria para evacuar los humos, y por lo tanto tiene un rendimiento más alto que los hogares con el fuego abierto, no es un sistema recomendable actualmente (en su versión tradicional) por los bajos rendimientos que se obtienen comparados con los sistemas modernos, incluso utilizando el mismo combustible. Quemando la misma cantidad de combustible en una caldera moderna y repartiendo el calor a radiadores mediante agua por tuberías, se consiguen mayores rendimientos.
El heredero de la gloria, porque emplea para emitir el calor el suelo como emisor; es el llamado suelo radiante. Consiste en llevar agua caliente (a unos 50 °C) por tubos situados bajo el solado, calentando éste, que cede el calor al ambiente por radiación principalmente. También este sistema da mayores rendimientos que el de radiadores.

## Construcción
La gloria se construye bajo una estancia de la planta baja, elevando el suelo de la misma apoyando un doble o triple tablero de rasilla en tabiques que forman los conductos calefactores. El hogar de la gloria se establece fuera de la habitación dando al vestíbulo o a un espacio de paso que puede estar en la propia vivienda o fuera, en el corral.